# 我是特种兵
《我是特种兵》（原名子弹上膛）是CCTV-1于2011年1月14日在黃金時段播出的一部军旅励志剧，是《我是特种兵》系列第一部。本剧是根据知名作家兼导演劉猛的小说《最后一颗子弹留给我》改编而成，刘猛亲自担任本剧的编剧和导演。本剧围绕中華人民共和國陸軍特种部队王牌“孤狼六人组”展开一系列的故事情节，力求展现真实的战斗氛围，推崇尚武精神。
本剧由小马奔腾与南京军区在2010年合作拍摄，拍摄时间为85天左右。对于剧中出现的中华人民共和国陆军的新式武器，製片人何静表示真假俱有。

## 剧情
庄焱（小庄）本是一艺术学校的80后大学生，为追随自己青梅竹马的女友小影，也选择了参军。经过新兵连的磨练后进入了侦察连，在军区演习中立下大功而被选派特种兵集训队，经过地狱式的选拔，100多名参选者最终只剩下了包括小庄在内的六人（另外五人是郑三炮、强伟、耿继辉、史大凡、邓振华）。他们被派遣到孤狼特别突击队，这是狼牙特别突击队中的神秘部队，对外的番号是026后勤仓库。在首次任务中，孤狼特别突击队大获全胜，击毙三名匪徒，救出被匪徒劫持的小女孩，然而这只是开始……。

### 特色
剧中主演谷智鑫透露为了本剧更加有真实感，在拍摄中，他和其他演员都接受了特种兵部队的体能和技战术训练。
原著者兼导演刘猛表示本剧仍维持了原著的主线，但也有不同。电视剧更侧重于理性和群体表现，并突出了对军人价值的思考。剧中孤狼特别突击队队员的信念是“一天是狼牙，终生是狼牙”“忠于祖国、忠于人民”，他们是一批纯朴的勇士，他们乐观向上且自强不息。

## 人物
| 突击队  | 绰号                              | 原名              | 分工                                                                                             |
| 孤狼B组 | 西伯利亚狼                        | 庄焱(小庄)        | 第一突击手 军衔：上等兵、列兵 第20集因误杀小影而被开除军籍 第24集成为预备役部队成员              |
| 孤狼B组 | 草原狼                            | 强晓伟（强子）    | 第二突击手、火力支援手 - 军衔：二级士官（后为二级警督） 退役后成为警察                           |
| 孤狼B组 | 森林狼                            | 耿继辉 原名耿小壮 | 组长 - 军衔：少尉（后为中校参谋长） - 专长：指挥、轻武器射击、爆破、化妆侦察                     |
| 孤狼B组 | 秃尾巴狼 卫生员（邓振华专称）     | 史大凡            | 狙击小组观察手 - 军衔：二级士官（后为少校一营长） - 专长：医疗、轻武器射击、爆破、化妆侦察、武术 |
| 孤狼B组 | 大尾巴狼 伞兵、鸵鸟（史大凡专称） | 邓振华            | 狙击手 - 军衔：二级士官（后为少校二营长） - 专长：轻武器射击、狙击、化妆侦察                     |
| 孤狼B组 | 山狼 老炮（庄焱专称）             | 郑三炮(老炮)      | 爆破手 - 军衔：三级士官（后为二级军士长） - 专长：轻武器射击、爆破、化妆侦察                     |

### 演员表
- 庄　焱--谷智鑫
- 郑三炮（老炮）--徐佳
- 何志军-- 侯勇
- 小　影/丫　头--刘晓洁
- 高大队（狗头老高）--任天野
- 强晓伟（强子）--傅程鹏
- 陈国涛（陈排）--徐洪浩
- 马云飞--杨烁
- 马世昌--王奎荣
- 耿继辉--何达
- 邓振华（鸵鸟）--任柯诺
- 史大凡--郎峰
- 苗　连--周惠林
- 陈喜娃--赵荀
- 杜菲菲--杨舒
- 小　蕾--海岚
- 马琪彤--汤晶媚
- 夏　岚--侯梦莎
- 李队长--刘猛
- 蓝军副司令--王长林

- 方　总--杨铁梁
- 刀　疤--郭广平
- 马　达--洪卫
- 小影妈--陶慧敏
- 录音小妹--刘馨远
- 土　狼--刘伟锋
- 雷克鸣--王劲松
- 邵胖子--邵梁

- 老　孙--王军
- 武警师长--蔡传道
- 参谋长--陶琳
- 班　长--温松华
- 特警甲--郝帅
- 教　官--孙逊
- 老　林--朱昊
- 胡　导--王冲
- 摄影师--许永昌
- 新兵连长--徐海为

- 赵晓柱--戴昌
- 大　宝--肖遥
- 文工团长--陈峰宁
- 小　谢--何志涛
- 李排长--聂文

## 职员
- 出 品 人：李　明　方　鸣　丁　晖
- 总 策 划：李　洋
- 总 顾 问：王清葆
- 总 监 制：钟丽芳　李　莉　程关生
- 总制片人：李立功
- 制 片 人：何　静
- 制作总监：嵇道青 执行制片人：蔡传道
- 导　　演：刘　猛

## 反响
《我是特种兵》在CCTV-1播出后，仅七天在网络上的搜索量便已过百万，关注本剧的群体中，80后最多，90后其次。虽然本剧依然具有浓重的主旋律色彩，但其电影大片水准的打斗场面、神秘经常的军事谋略非常符合年轻人的口味，剧中庄焱一角得到更年轻的95后的大力追捧，一些95后还在网络上与80后，90后展开口水战，认为《我是特种兵》更能代表95后的信仰，剧中主人公稳重但不失个性，有想法却不失淳朴深受95后的喜欢。不少人甚至扬言“别喜欢啥奶油小生，别哈韩哈日，这些都OUT了，特种兵才是现在风靡的哈时尚！”总体来看，本剧是当前少有的被90后、95后群体关注的军事剧。
本剧展现了不少中国陆军特种部队的顶级武器装备，因而受到一些军事爱好者的追捧，喜爱军事的观众称该剧“让雄性荷尔蒙飞”。一些80后的观众表示《我是特种兵》让他们看到了一群新偶像，剧中人物不是为了个人生存和个人价值而奋斗的“杜拉拉”，而是为了国家利益而牺牲和奉献的勇士和英雄。但在一些细节表现上，还是有着不少毛病，有些人也认为《我是特种兵》有抄袭《士兵突击》的嫌疑。

## 收视
| 集数  | 收视率 | 收视份额 |
| ----- | ------ | -------- |
| 第1集 | 2.71   | 7.0      |
| 第2集 | 3.04   | 7.03     |
| 第3集 | 3.47   | 8.70     |
| 第4集 | 3.22   | 7.66     |
| 第5集 | 3.79   | 9.77     |
| 平均  | 3.25   | 8.03     |

本剧的原著小说《最后一颗子弹留给我》在电视剧热播的效应下，时隔七年后再度热销。

## 节目变迁
| 央视一套 黄金剧场 周一到周日 20:00 - 22:00 | 央视一套 黄金剧场 周一到周日 20:00 - 22:00 | 央视一套 黄金剧场 周一到周日 20:00 - 22:00 |
| ------------------------------------------ | ------------------------------------------ | ------------------------------------------ |
|                                            | 我是特种兵 （2011.1.14 -2011.1.26）        |                                            |
| 黎明前的暗战 （2011.1.2 - 2011.1.14）      | 五星红旗迎风飘扬 （2011.1.26 - 2011.2.19） |                                            |